# Paris tolfte arrondissement
Paris tolfte arrondissement är ett av Paris 20 arrondissement. Arrondissementet har namnet Reuilly och är uppkallat efter Quartier de Reuilly.
Arrondissementet inbegriper Place de la Bastille, Opéra Bastille, Bois de Vincennes, Cimetière de Picpus, Parc de Bercy, Coulée verte René-Dumont, Viaduc des Arts samt Rue Crémieux.
I tolfte arrondissementet finns kyrkorna Chapelle Notre-Dame-de-la-Paix de Picpus, Saint-Esprit, Immaculée-Conception, Notre-Dame-de-la-Nativité de Bercy, Saint-Antoine-des-Quinze-Vingts och Saint-Éloi.

## Bilder
| - Coulée verte René-Dumont. - Färgglada hus vid Rue Crémieux. - Chapelle Notre-Dame-de-la-Paix de Picpus. - Notre-Dame-de-la-Nativité de Bercy. |